# Campeonato Mundial de Curling Femenino de 2019
El XLI Campeonato Mundial de Curling Femenino se celebró en Silkeborg (Dinamarca) entre el 16 y el 24 de marzo de 2019 bajo la organización de la Federación Mundial de Curling (WCF) y la Federación Danesa de Curling.
Las competiciones se realizaron en el Centro Deportivo de la ciudad danesa.

## Tabla de posiciones
| Pos | Equipo         | G  | P  | G–P |
| --- | -------------- | -- | -- | --- |
| 1   | Suecia         | 11 | 1  | –   |
| 2   | Corea del Sur  | 9  | 3  | 1–0 |
| 3   | Rusia          | 9  | 3  | 0–1 |
| 4   | Suiza          | 8  | 4  | –   |
| 5   | China          | 7  | 5  | –   |
| 6   | Japón          | 6  | 6  | 2–0 |
| 7   | Estados Unidos | 6  | 6  | 1–1 |
| 8   | Canadá         | 6  | 6  | 0–2 |
| 9   | Alemania       | 5  | 7  | –   |
| 10  | Escocia        | 4  | 8  | –   |
| 11  | Dinamarca      | 3  | 9  | 1–0 |
| 12  | Finlandia      | 3  | 9  | 0–1 |
| 13  | Letonia        | 1  | 11 | –   |

## Cuadro final
|  | Clasif. a semifinales | Clasif. a semifinales |       |   | Semifinales | Semifinales  |              |        | Final         | Final |  |
|  |                       |                       |       |   |             |              |              |        |               |       |  |
|  |                       |                       |       |   |             |              |              |        |               |       |  |
|  |                       |                       |       |   |             |              |              |        |               |       |  |
|  |                       |                       |       |   |             |              |              |        |               |       |  |
|  |                       |                       |       |   |             |              |              |        |               |       |  |
|  |                       | Suecia                | 6     |   |             |              |              |        |               |       |  |
|  |                       |                       | 6     |   |             |              |              |        |               |       |  |
|  |                       |                       | Japón | 3 |             |              |              |        |               |       |  |
|  | Rusia                 | 3                     | Japón | 3 |             |              |              |        |               |       |  |
|  | Rusia                 | 3                     |       |   |             |              |              |        |               |       |  |
|  | Japón                 | 11                    |       |   |             |              |              |        |               |       |  |
|  | Japón                 | 11                    |       |   |             |              |              | Suecia | 7             |       |  |
|  |                       |                       |       |   |             |              |              | Suecia | 7             |       |  |
|  |                       |                       | Suiza | 8 |             |              |              |        |               |       |  |
|  |                       |                       | Suiza | 8 |             |              |              |        |               |       |  |
|  |                       |                       |       |   |             |              |              |        |               |       |  |
|  |                       |                       |       |   |             |              |              |        |               |       |  |
|  |                       | Corea del Sur         | 3     |   |             | Tercer lugar | Tercer lugar |        |               |       |  |
|  |                       |                       | 3     |   |             | Tercer lugar | Tercer lugar |        |               |       |  |
|  |                       |                       | Suiza | 5 |             |              |              |        |               |       |  |
|  | Suiza                 | 7                     | Suiza | 5 |             |              | Japón        | 5      |               |       |  |
|  | Suiza                 | 7                     |       |   |             |              | Japón        | 5      |               |       |  |
|  | China                 | 6                     |       |   |             |              |              |        | Corea del Sur | 7     |  |
|  | China                 | 6                     |       |   |             |              |              |        | Corea del Sur | 7     |  |
|  |                       |                       |       |   |             |              |              |        |               |       |  |

## Medallistas
| Evento   | Oro | Plata                                                                                         | Bronce                                                     |
| -------- | --- | --------------------------------------------------------------------------------------------- | ---------------------------------------------------------- |
| Femenino | Suiza · Alina Pätz · Silvana Tirinzoni · Esther Neuenschwander · Melanie Barbezat · Marisa Winkelhausen | Suecia · Anna Hasselborg · Sara McManus · Agnes Knochenhauer · Sofia Mabergs · Johanna Heldin | Corea del Sur Kim Min-Ji Kim Hye-Rin Yang Tae-I Kim Su-Jin |